# Biserica romano-catolică din Turda
Biserică Romano-Catolică din Turda a fost construită între anii 1475-1504, pe amplasamentul unei biserici mai vechi și mai mici, atestată documentar deja în anul 1342. Practic, noua biserică, mai mare, cuprinde vechea biserică.
Hramul actual al bisericii este Nașterea Maicii Domnului. În evul mediu i-a avut ca patroni pe Sfântul Nicolae și pe Sfântul Martin.
Biserica este înscrisă pe lista monumentelor istorice din județul Cluj, elaborată de Ministerul Culturii din România în anul 2015 (cod LMI CJ-II-m-A-07800).

## Istoric
Biserica a fost înconjurată inițial de clădiri-anexe, dependințe și de un zid protector. În stadiul actual al cercetărilor este imposibil de precizat amplasamentul primei biserici, planimetria și structurile sale de zidărie. Totuși, numeroasele morminte distruse de fundațiile bisericii actuale, monedele găsite aici, emise în secolul al XIV-lea și în prima jumătate a secolului al XV-lea (Carol I Robert de Anjou [1288-1342], Sigismund de Luxemburg [1387-1437], Vladislav I [1440-1444], Iancu de Hunedoara [1446-1456], Matia Corvin [1443-1490]), precum și fragmentele de frescă descoperite, indică un lăcaș de cult mai vechi, a cărui existență s-a încheiat în a doua jumatate a secolului al XV-lea. Nu este exclus ca unele fragmente din vechea biserică să fi fost folosite în cladirea actuală, așa cum sugerează situațiile surprinse în secțiunea interioară și într-una din cele exterioare.
În interiorul clădirii parohiei acestei biserici (Piața Republicii nr. 1) sunt incastrate în pereți două dintre cheile de boltă ale vechii biserici romano-catolice demolate în secolul al XV-lea (una dintre ele poartă însemnul "Cheile Sf. Petru" din 1472, putând fi ușor confundată cu foarte cunoscuta stemă a Vaticanului).
Biserica actuală este o construcție bine închegată, cu fundațiile de la navă, cor si sacristie ridicate într-o singură etapă. Materialele folosite au fost piatra de carieră de dimensiuni medii, lespezi mari de piatră aduse din castrul roman Potaissa, rebuturi de piatră medievală prelucrată, precum și pietre refolosite de la construcția mai veche. Toate acestea au fost așezate în asize aproximativ regulate, egalizate cu pietre mici și fragmente de cărămizi romane. Mortarul este de bună calitate, dur, din nisip, var si pigment ceramic. Fundația este parțial clădită, parțial înecată în mortar. Elevația se delimitează printr-un decroș proeminent, atât la exterior, cât si la interior. 
Două fragmente de ziduri în ruină, vag surprinse la exterior și interior, pot indica o fază intermediară, între biserica veche și cea nouă. Relația este totuși ipotetică, urmând a fi clarificată în alte campanii arheologice.
Necropola medievală indică două orizonturi de înmormântare, unul contemporan bisericii noi, altul anterior acesteia. Faptul că două morminte orientate nord-sud sunt tăiate de fundațiile bisericii din secolul al XV-lea, indică posibilitatea practicării acestei orientări în mediul catolic, încă înainte de încetățenirea Reformei Protestante.
Biserica a fost construită în stil gotic, interiorul având inițial 3 nave. Nava principală, orientată est-vest, are lungimea de 50 m și lățimea de 18,20 m. Altarul are 20,2 m lungime. A suferit daune importante atacată fiind de către Giovanni Battista Castaldo în anii 1540, de Giorgio Basta în 1602, de generalul Tiege în 1706 și a luptelor din anii 1703-1711 între curuți și lobonți (evenimente înscrise în arhiva bisericii).

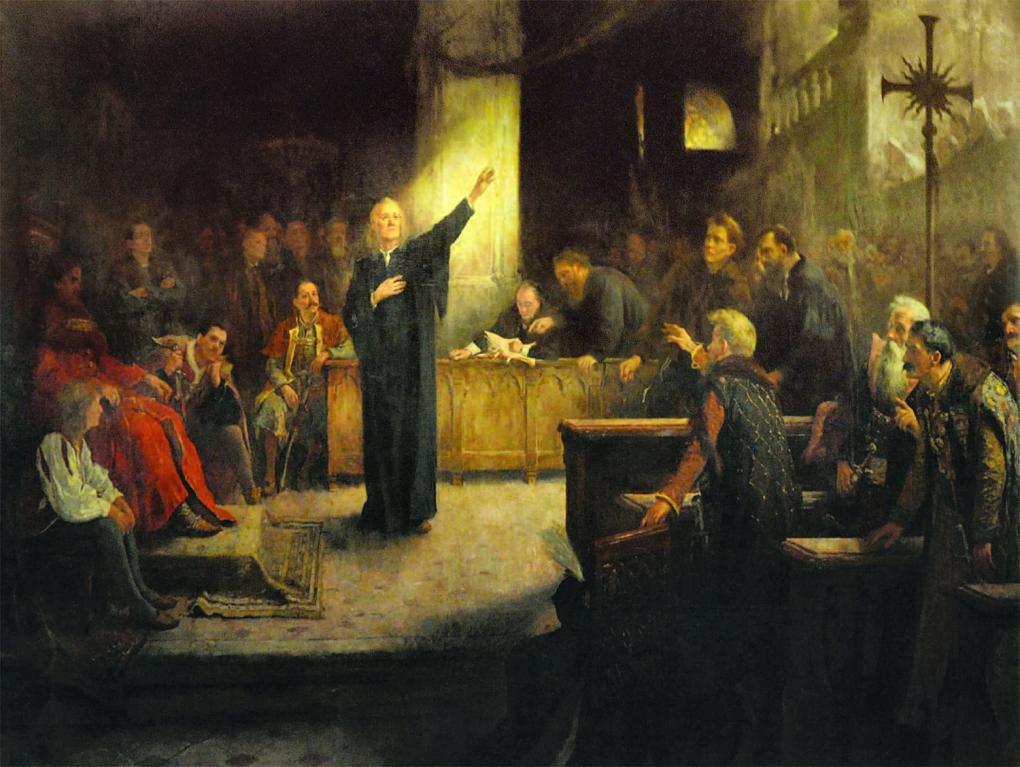
Francisc David la Dieta de la Turda din 1568 (tablou de Aladár Körösfői-Kriesch)

Inițial, până în anul 1568, a aparținut cultului romano-catolic, apoi, între anii 1568-1721, cultului unitarian. În aceasta biserică a fost proclamată în anul 1568 înființarea Bisericii Unitariene. Pe peretele din dreapta, în interiorul bisericii, există o placă comemorativă, redactată în 3 limbi (maghiară, română, engleză) care amintește acest însemnat eveniment. 
După anul 1721 (respectiv după cucerirea Ardealului de către Austria catolică) biserica a fost retrocedată cultului romano-catolic și transformată în stil baroc. 
Biserica a fost (până în secolul al XVIII-lea) înconjurată de ziduri de apărare, groase de 2 m și înalte de 12 m. Pe vremuri de restriște (mai ales la invaziile tătarilor si turcilor) biserica fortificată oferea locuri de refugiu pentru populația amenințată (majoritatea oamenilor se refugia, totuși, în acele grele perioade în Cheile Turzii). Resturi din aceste vechi ziduri se mai găseau în secolul al XX-lea în spatele casei cu etaj de lângă biserică, pe partea sudică (spre piață). Poarta fortificației a fost demolată cu ocazia clădirii acestei case cu etaj, care a folosit materialul din acea poartă. Zidurile au fost construite exclusiv cu pietre aduse din castrul roman (ca, de altfel, multe din clădirile turdene, de pildă Tribunalul, fosta Primărie).
Un puternic incendiu a afectat lăcașul la începutul secolului al XIX-lea, când acoperișul incendiat a provocat prăbușirea bolților corului și navei, deteriorând grav interiorul bisericii. A urmat reconstrucția, în manieră neo-barocă, prin introducerea unor pilaștrii puternici, independenți de structura gotică. Noile travei ale navei și corului au fost acoperite de calote boeme. În exterior s-au păstrat o seamă de elemente gotice pe fațadele bisericii, cu excepția fațadei de vest, care s-a realizat tot în stil neo-baroc. De asemenea, s-au păstrat elemente și urmele unor elemente originale în podul bisericii. Lucrările, după cum arată inscripția de deasupra intrării, au fost conduse de meșterul constructor Francisc Lek și de dulgherul Francisc Szentmiklósi, fiind terminate în anul 1822.

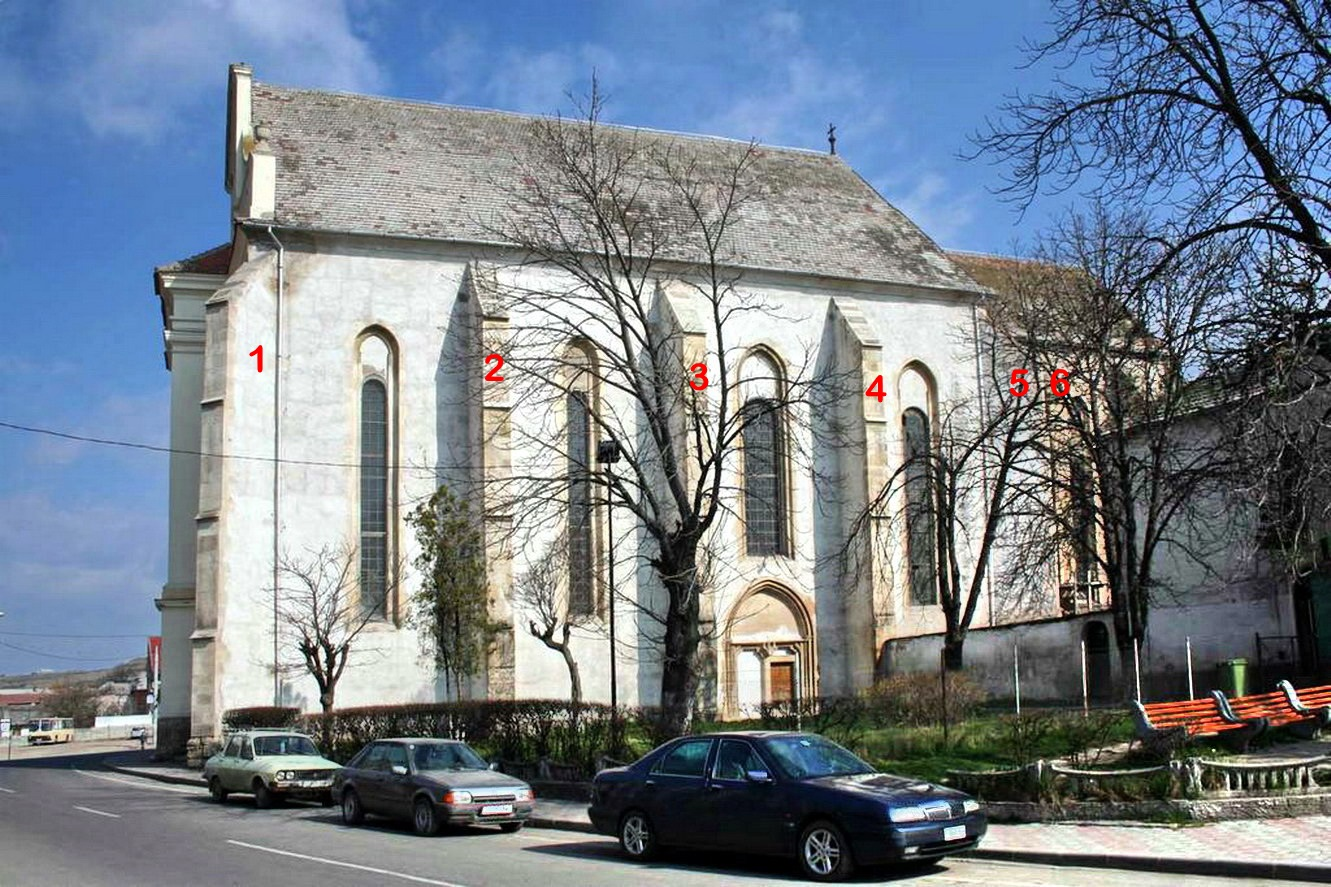
Contraforturile sudice ale bisericii.

În 1903 au fost demarate noi lucrări de renovare. În câțiva ani s-a realizat tencuirea fațadelor, s-a reparat pardoseala și a fost înlocuit mobilierul sacristiei. Intervenții au avut loc și în 1945, când s-au remediat distrugerile suferite în cursul celui de al doilea război mondial, apoi în 1961 când s-a restaurat bolta corului. 
Printre valorile mai importante ale bisericii s-au numărat 3 picturi murale de pe bolta corului, cu scene din viața Sf.Maria, realizate în 1830 de Vitkay János, și vitraliile colorate ale corului. Dintre acestea, până astăzi, s-au conservat doar frescele, parțial repictate. Vitraliile au fost distruse în cel de al doilea război mondial.
Biserica are 8 contraforturi, atât pe peretele sudic, cât și pe cel nordic. Pe contraforturile 2, 4 și 6 de pe peretele sudic sunt încrustați anii 1504, 1498 și 1478 (în cifre gotice).

## Turnurile bisericii

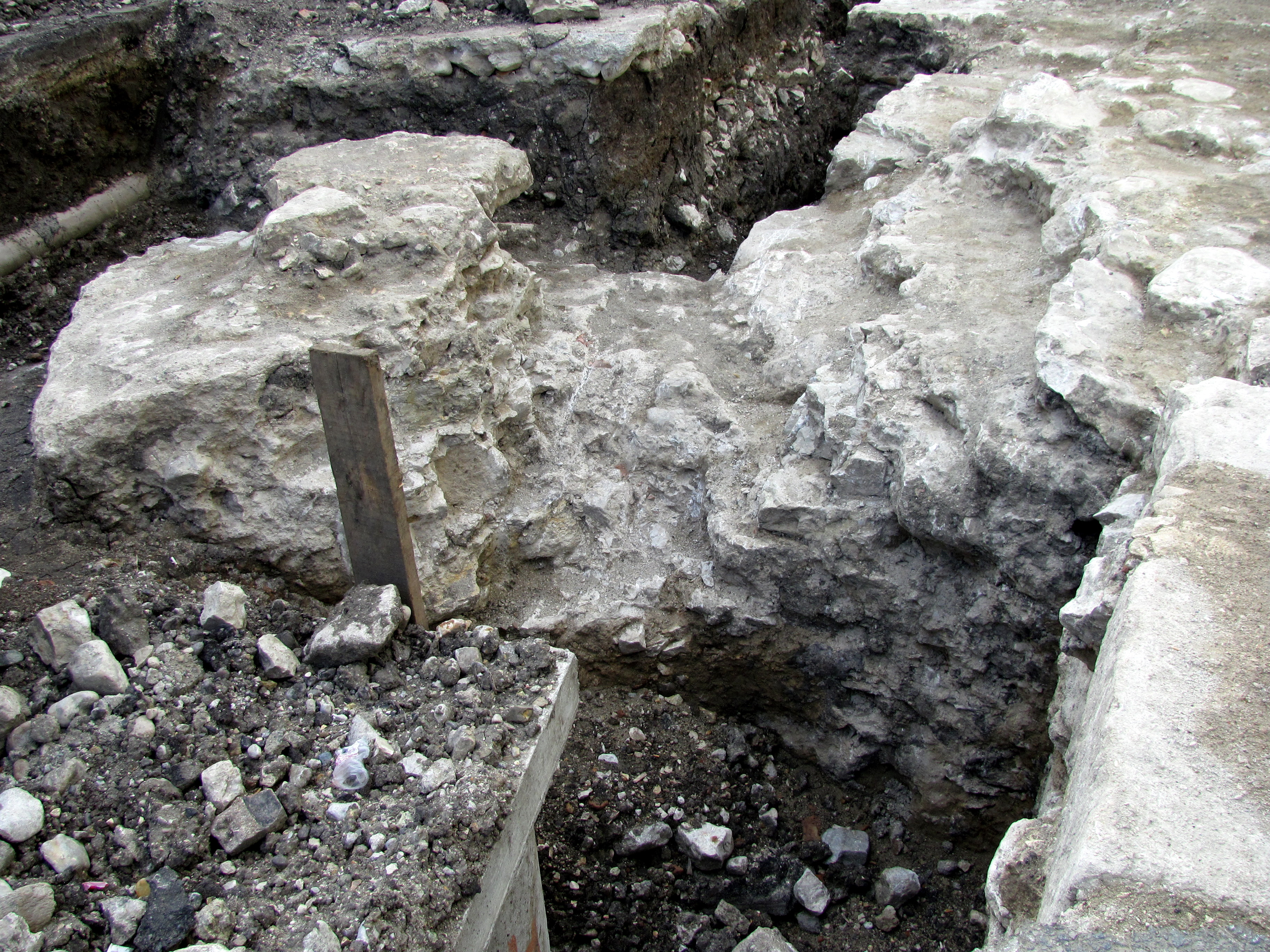
Fundaţia turnului principal

Biserica nu are în prezent turnuri, dar în trecut a avut două.
Turnul principal (cu clopotniță) a fost plasat acolo unde acum e intrarea în biserică. A fost alipit, nu integrat, de fațada bisericii. S-a distrus cândva la mijlocul secolului al XVIII-lea din cauza unui incendiu provocat de un trăsnet, ulterior nemaifiind refăcut. Intrarea în biserică trecea prin acest turn. Cu ocazia săpăturilor edilitare din anul 2010, s-au descoperit urmele fundamentelor acestui turn, la mică adâncime sub nivelul șoselei și la mică distanță față de intrarea in biserică. O grupă de arheologi din Cluj a făcut cercetarea sitului, înainte de reacoperirea lui cu asfalt.
Turnul secundar a fost mai mic și nu se știe precis unde a fost amplasat. A fost demolat la lucrările de barocizare din secolul al XVIII-lea.

## Cimitirul vechi

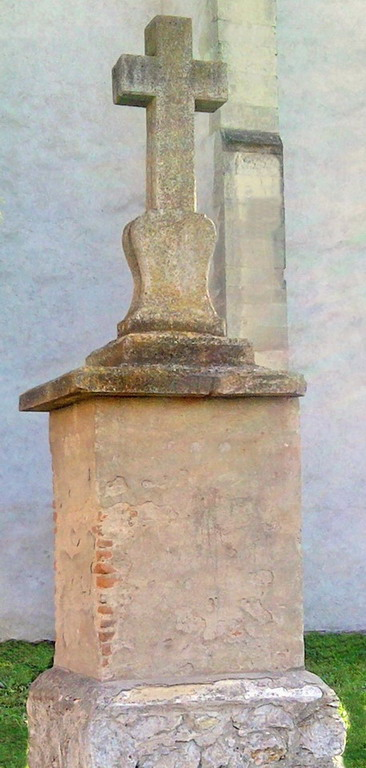
Crucea de piatră

Crucea de piatră, care acum este situată pe parcela nordică de lângă biserică, a fost ridicată spre sfârsitul secolului al XIX-lea, pe locul din partea sudică a bisericii, unde s-au reînhumat osemintele tuturor morților dezgropati dintr-un cimitir vechi medieval, amplasat chiar lȃngă peretele bisericii. Pe multe imagini vechi crucea apare pe poziția ei inițială (la sud de biserică), de unde în anii 70 ai secolului al XX-lea a fost mutată pe actualul amplasament, pe un teren al bisericii. 

## Vechi simbol catolic

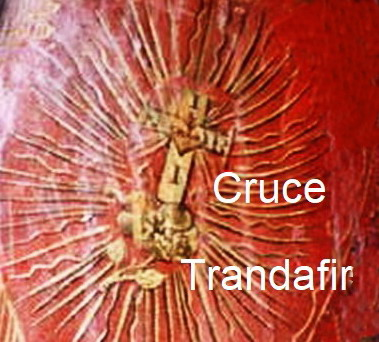
Statuia lui Isus cu simbolul creştin catolic “Cruce-Trandafir”.

Biserica romano-catolică a acceptat cu greu la început trandafirul printre simbolurile creștine, din cauza folosirii lui în cadrul ritualurilor precreștine, mai ales la celebrarea zeilor dragostei. Datorită spinilor săi, trandafirul a devenit cu timpul un simbol al patimilor lui Isus, respectiv trandafirul roșu semnifică martiriul.

Biserica din Turda adăpostește acest vechi simbol ale creștinătății catolice, trandafirul asociat crucii. Pe tunica lui Isus, pe statuia din partea dreaptă a bisericii, artistul a pictat o cruce mistică. In centrul crucii, o inimă, iar la baza crucii trandafirul simbolic.

## Galerie de imagini

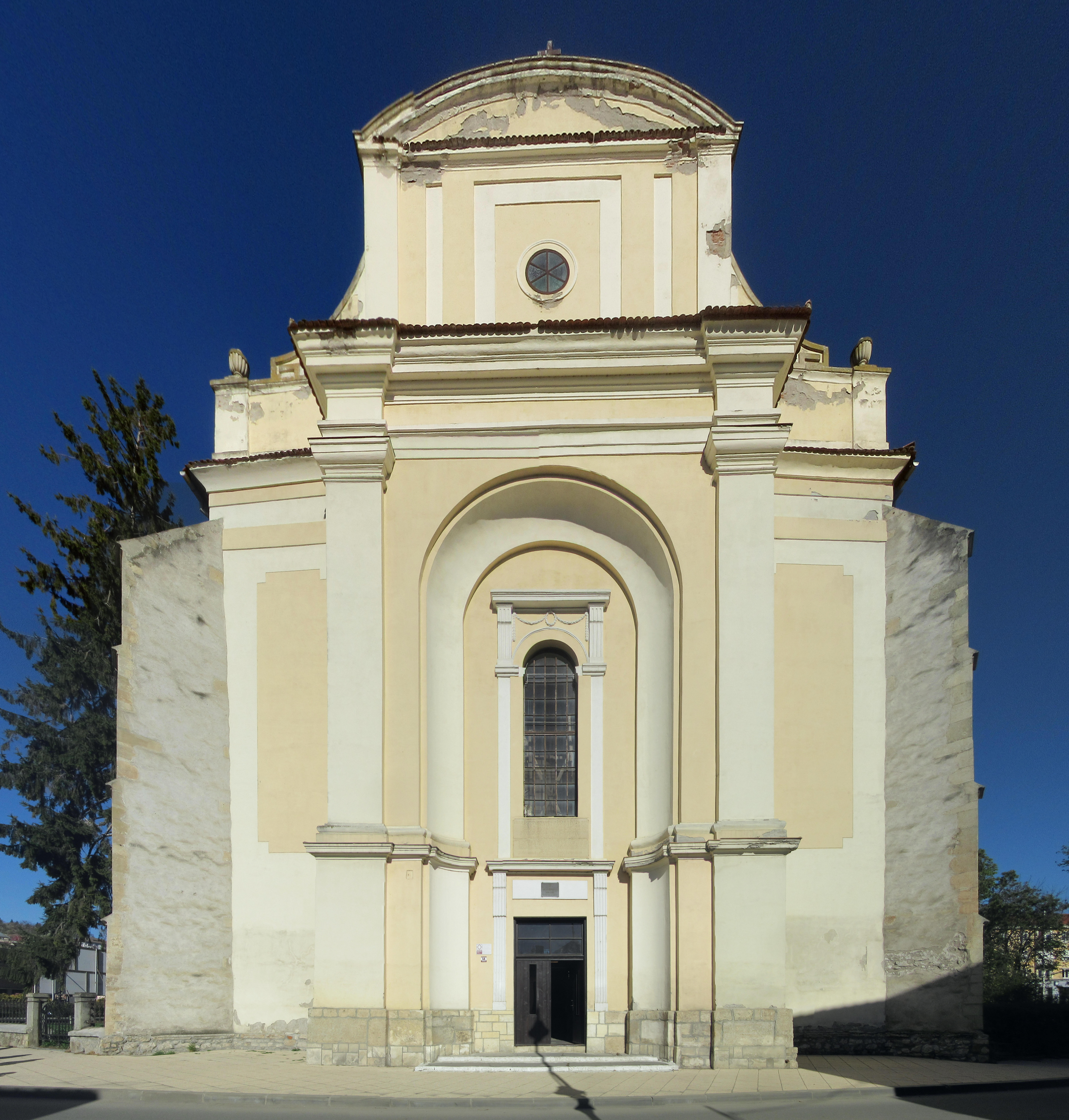
Biserica Romano-Catolică - 2017
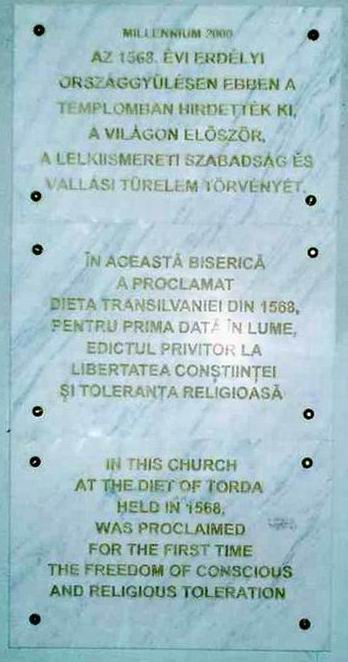
Placă comemorativă care amintește evenimentul din anul 1568
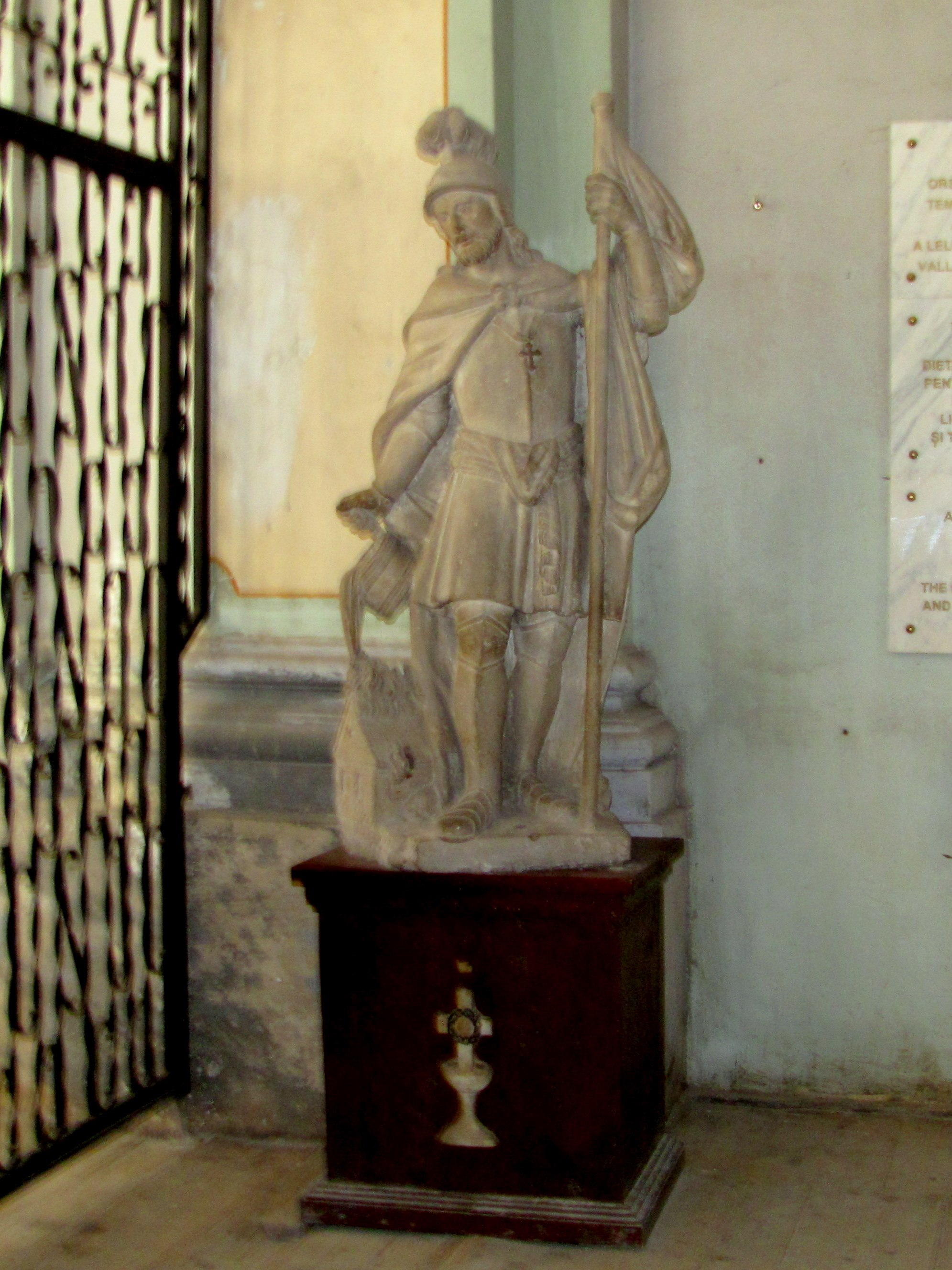
Statuia Sf.Florian
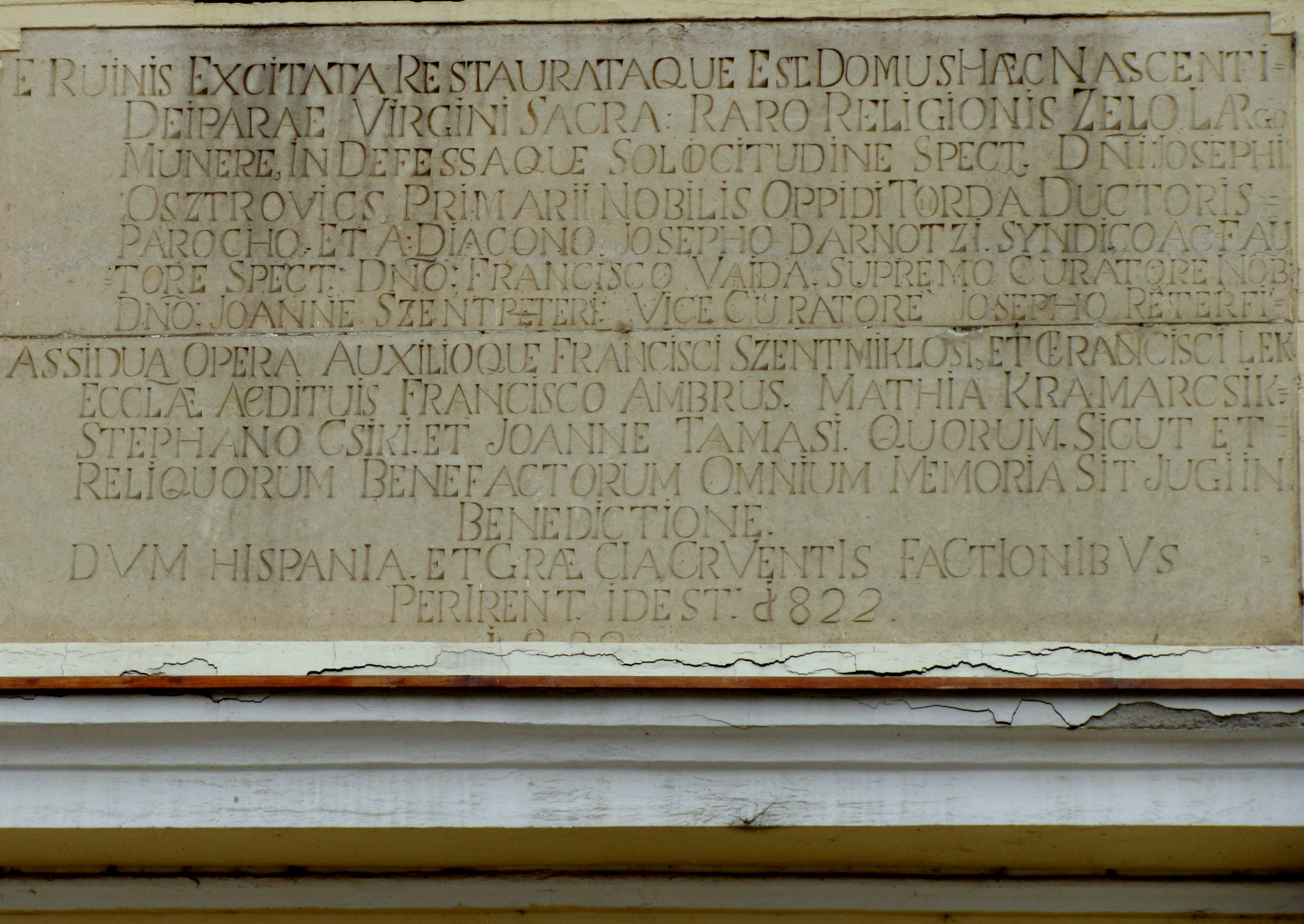
Inscripție latină deasupra portalului vestic
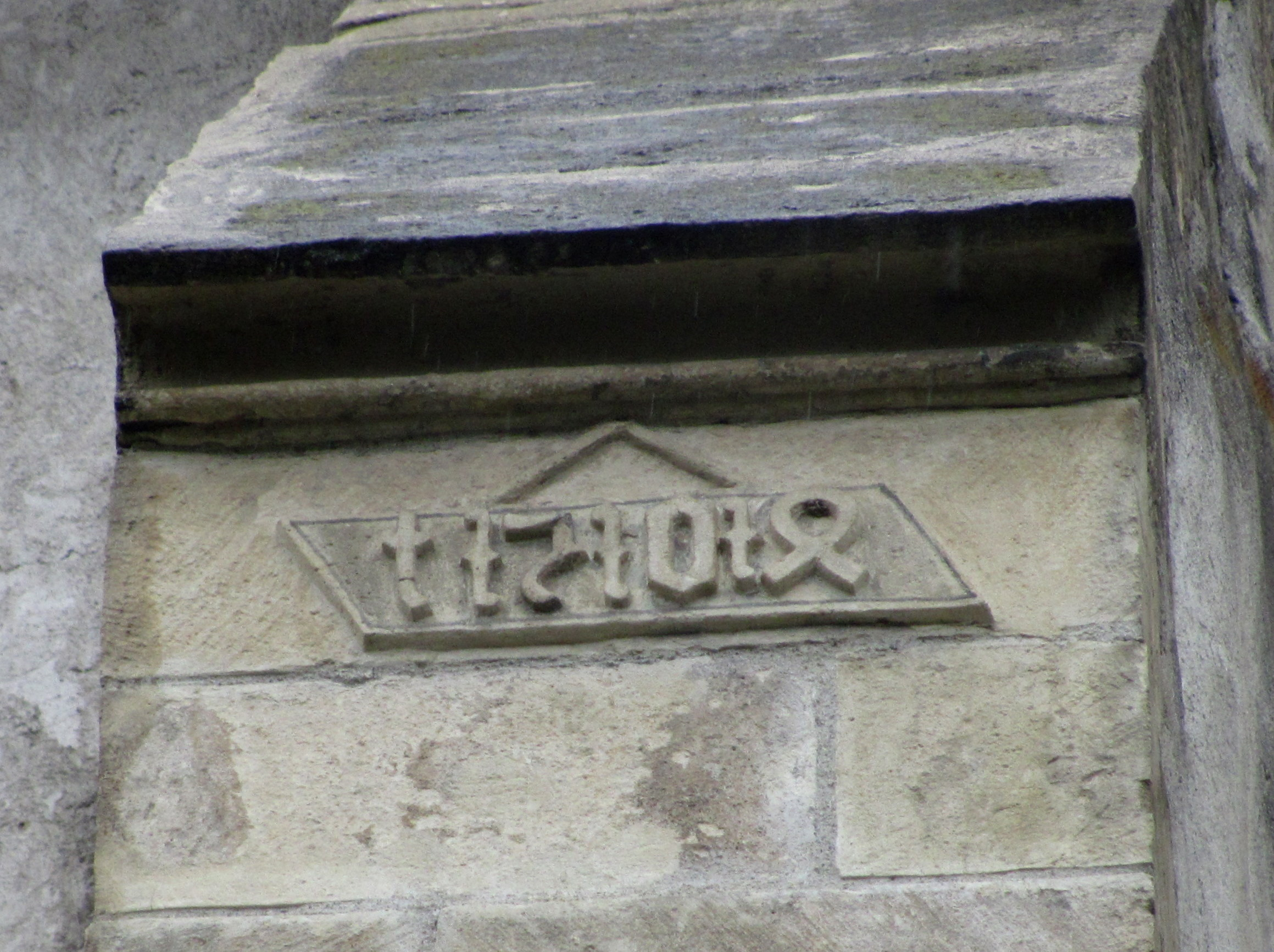
Fațada de sud a bisericii, contrafortul nr.2 (sud) cu anul 1504
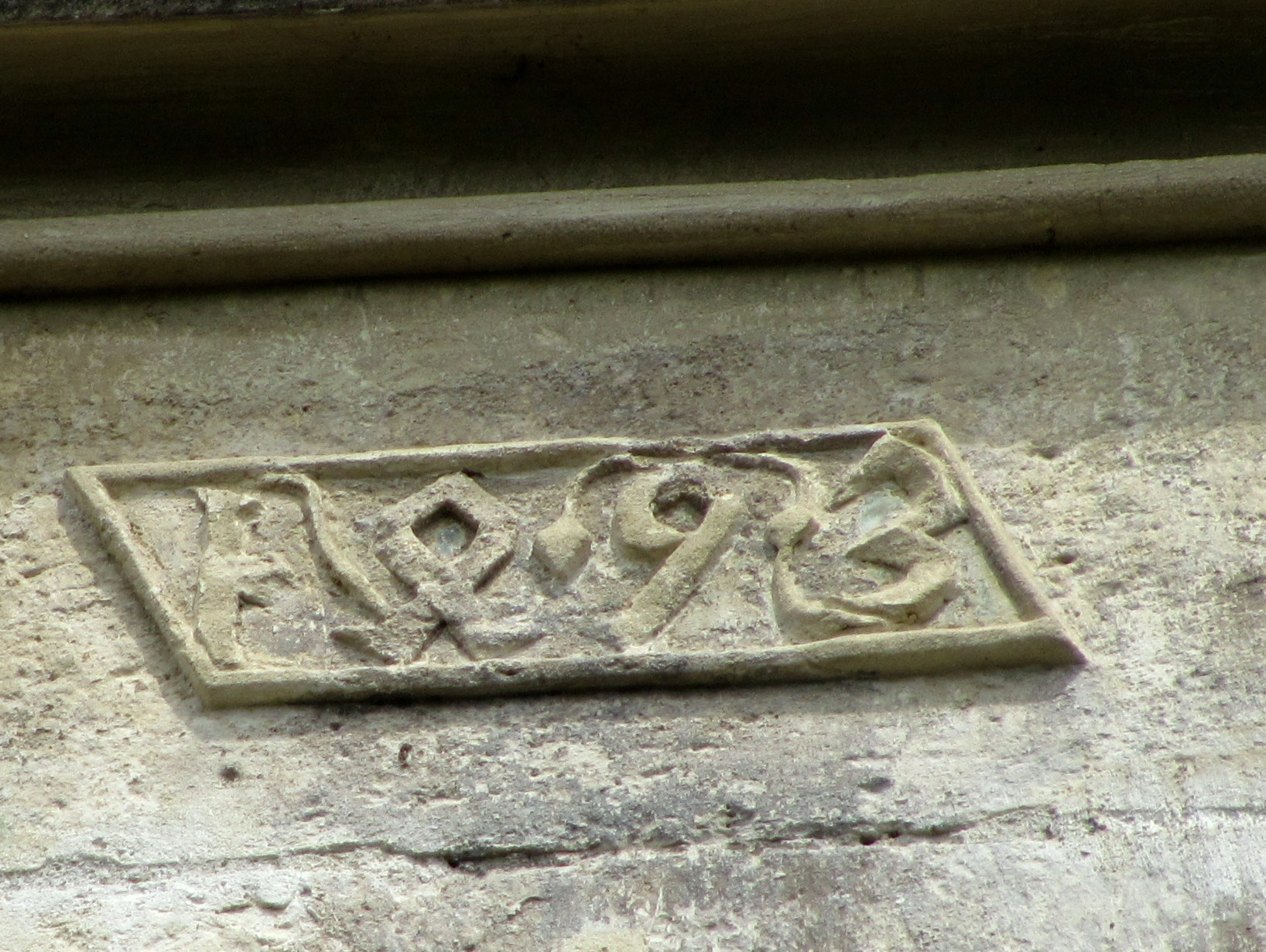
Fațada de sud, contrafortul nr.4 (sud) cu anul 1498
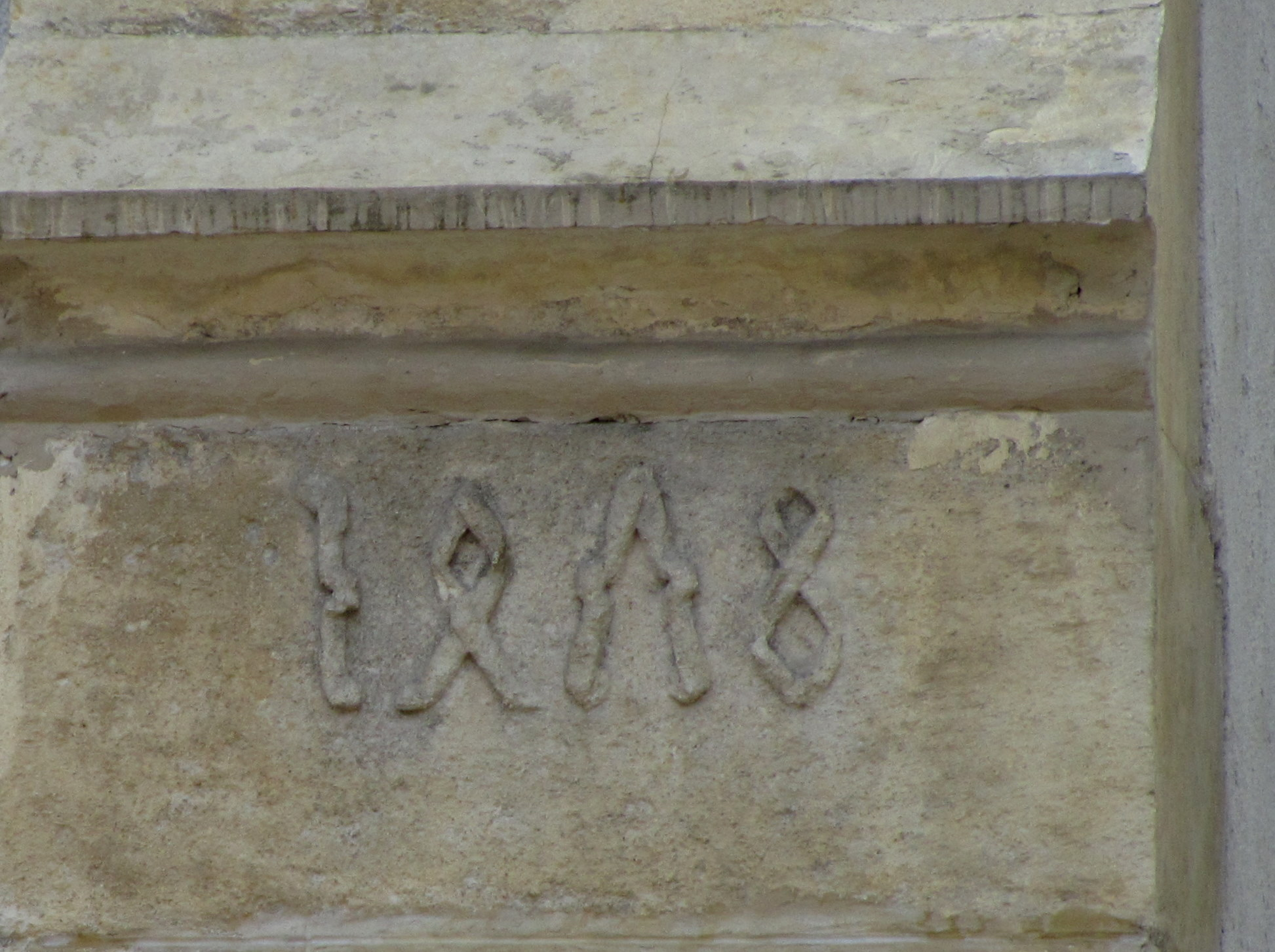
Fațada de sud, contrafortul nr.6 (sud) cu anul 1478
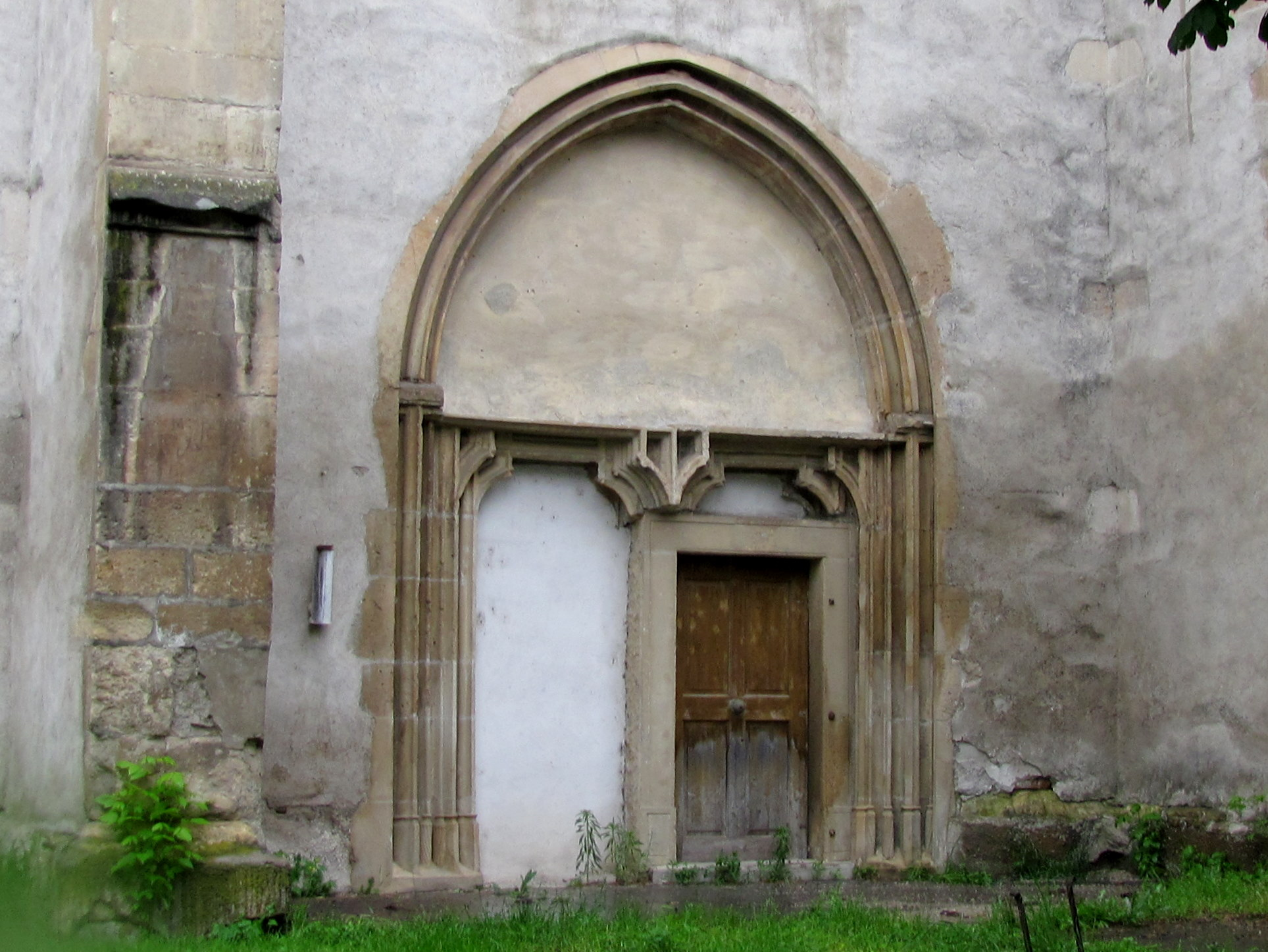
Portalul sudic (închis)
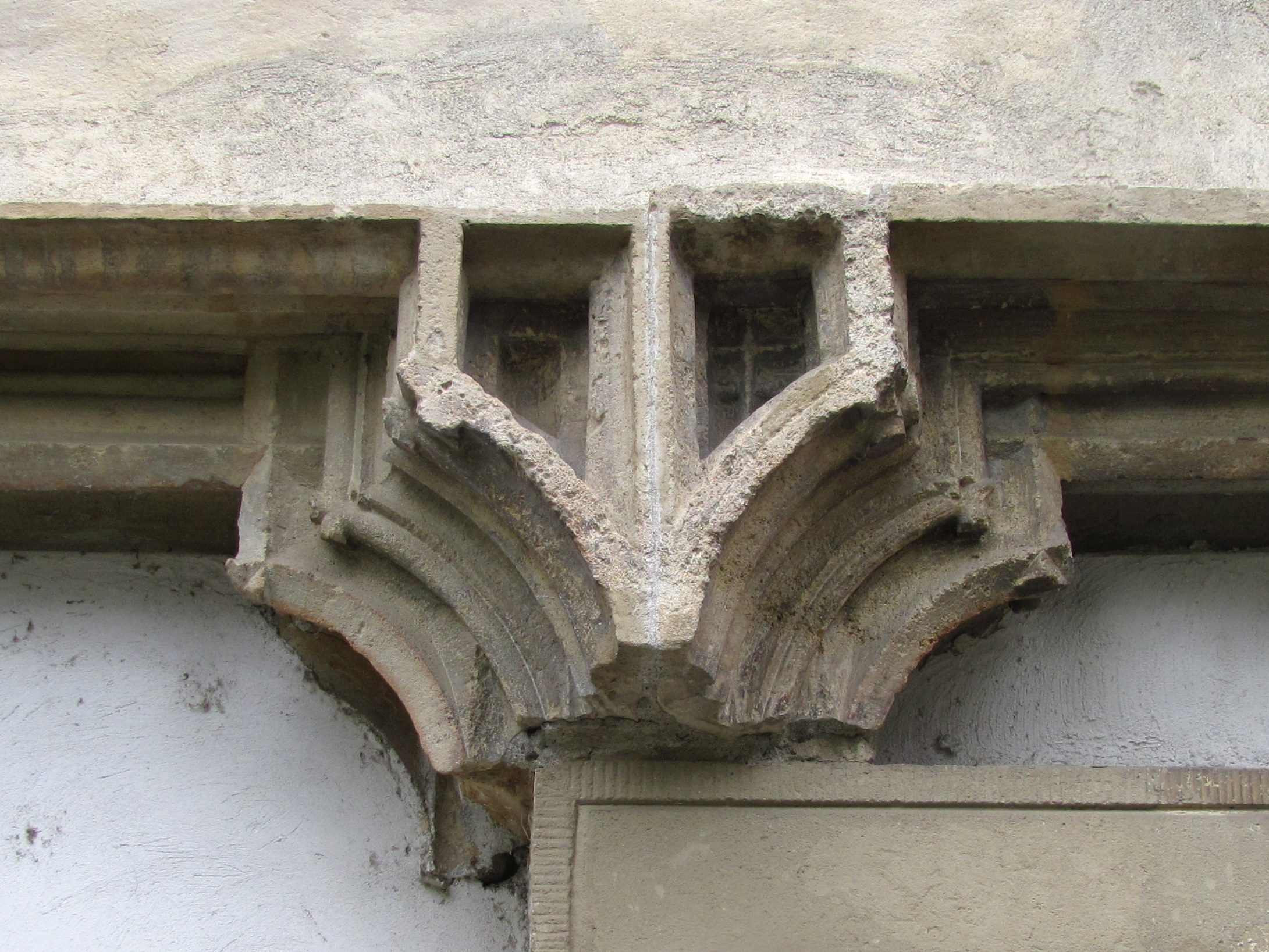
Portalul sudic (detaliu de profilatură)
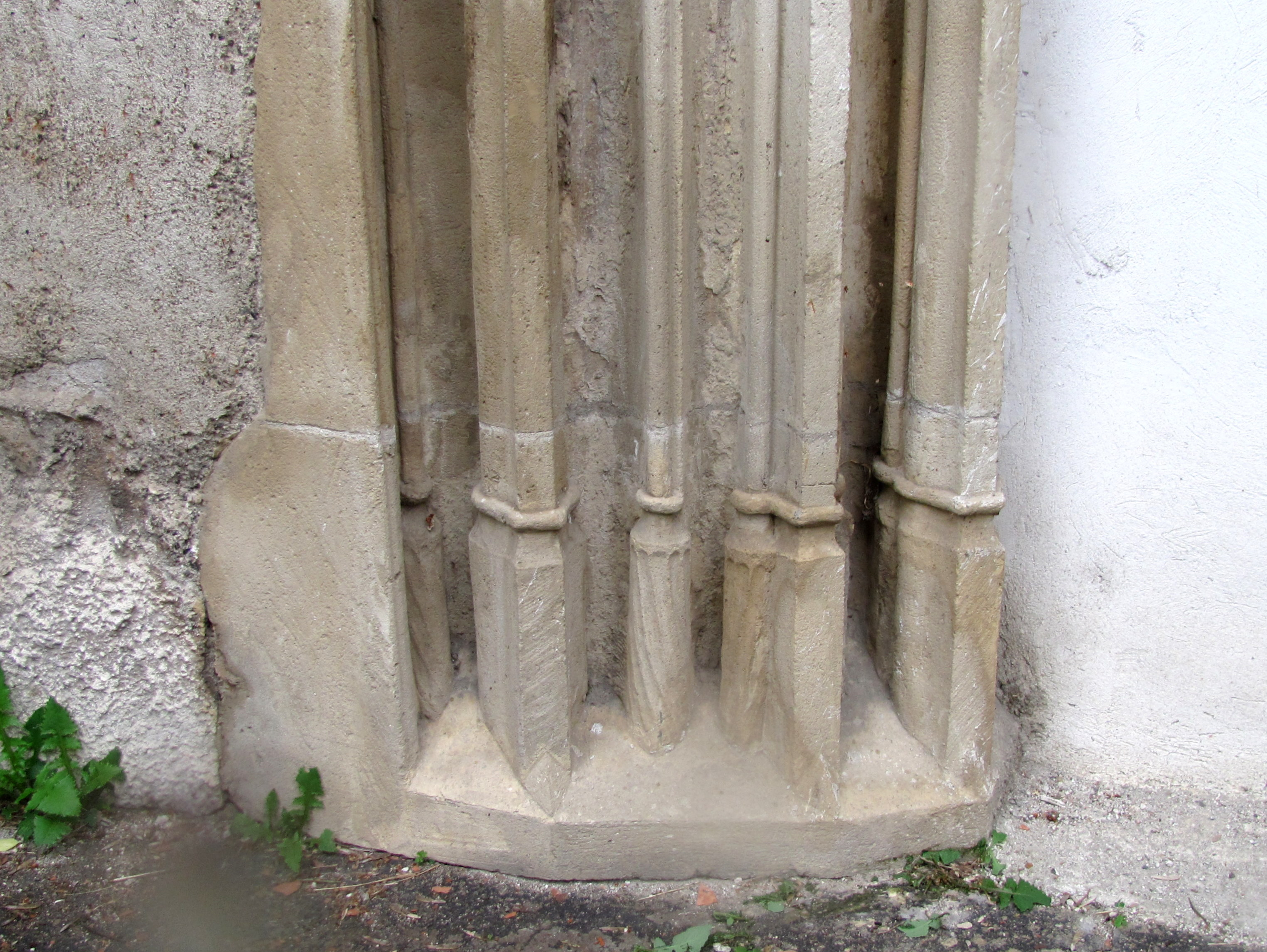
Portalul sudic (baghete în torsadă de la baza ancadramentului)
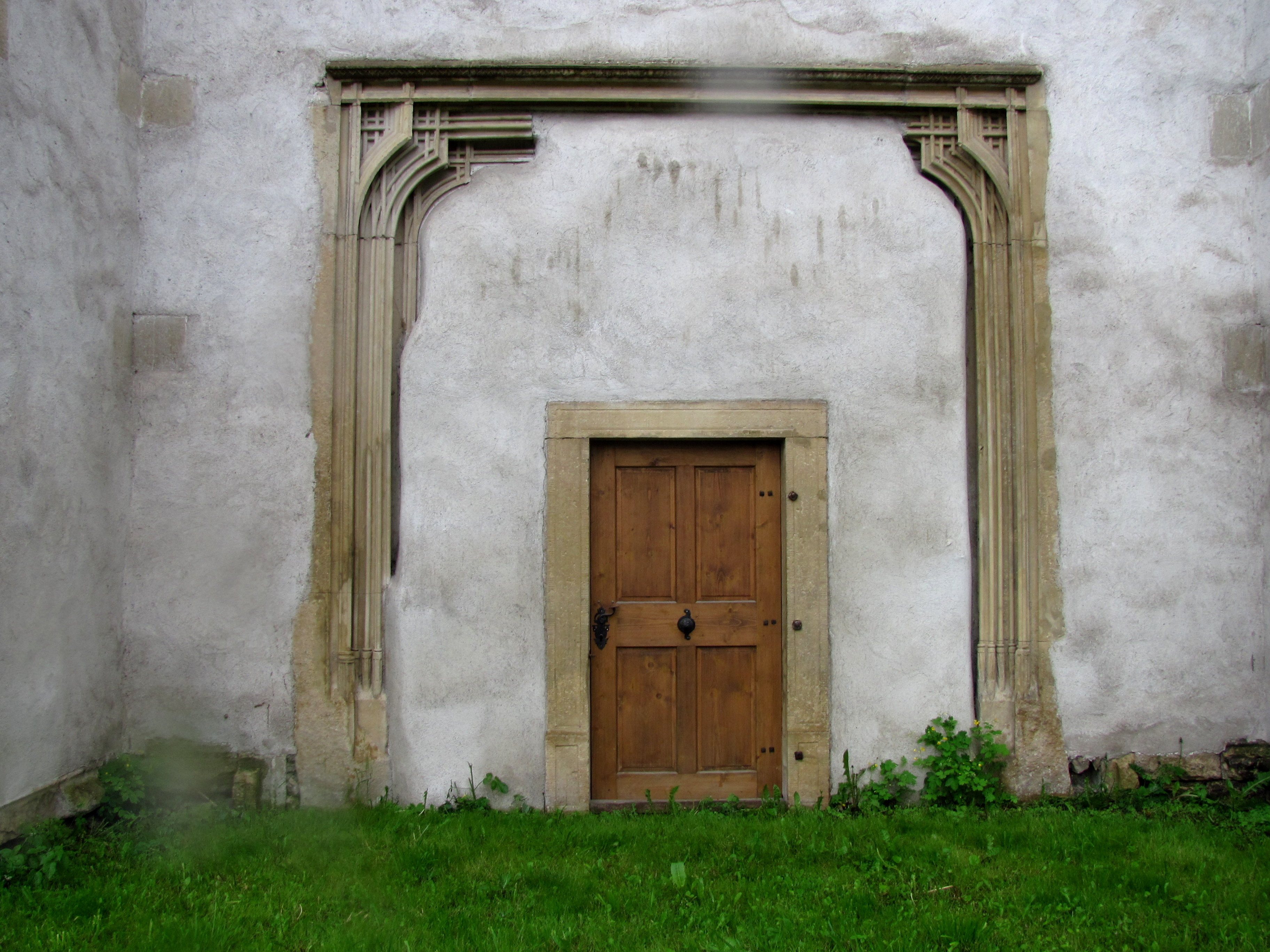
Portalul nordic (închis)
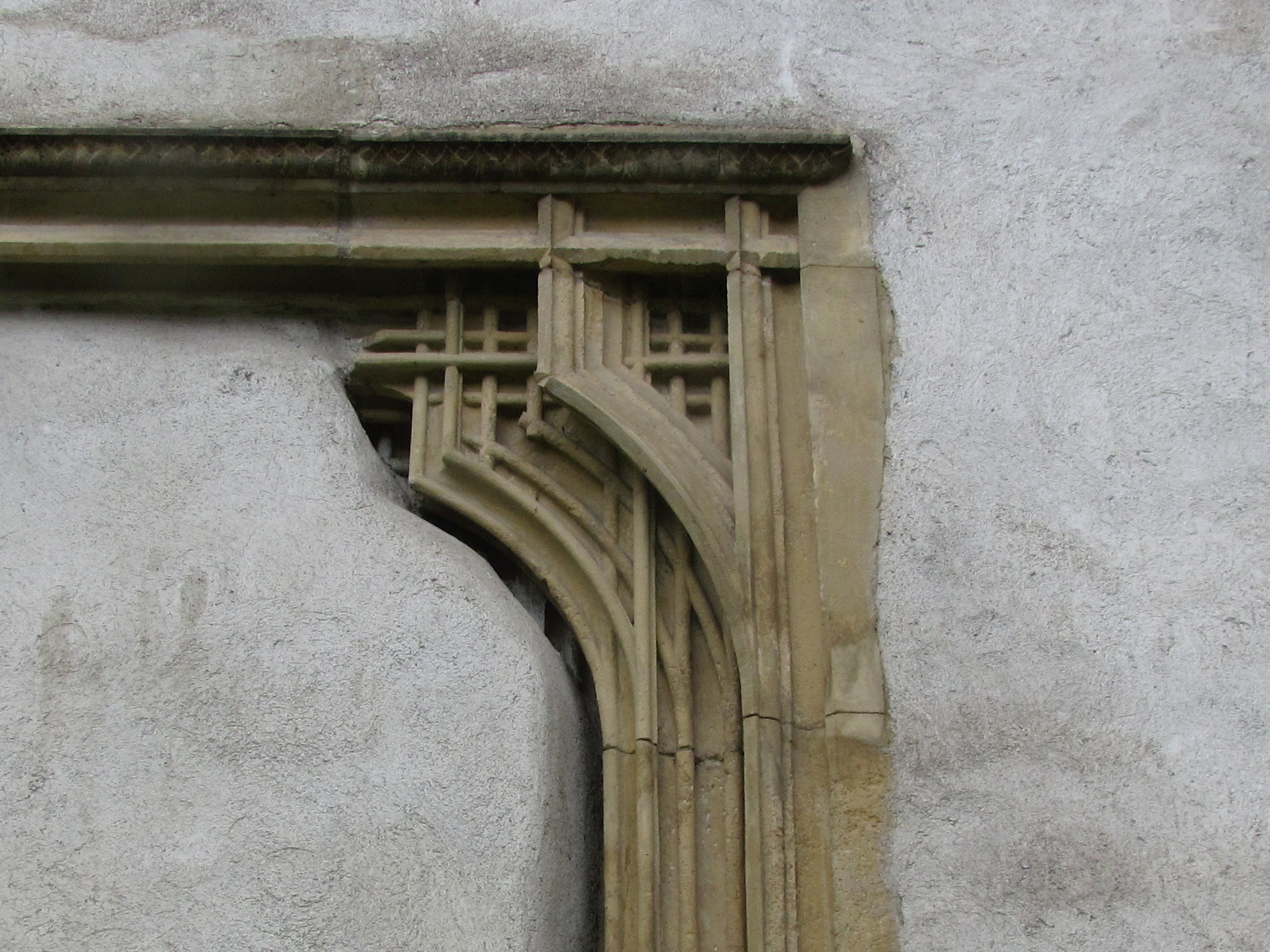
Portalul nordic (modele cruciforme)
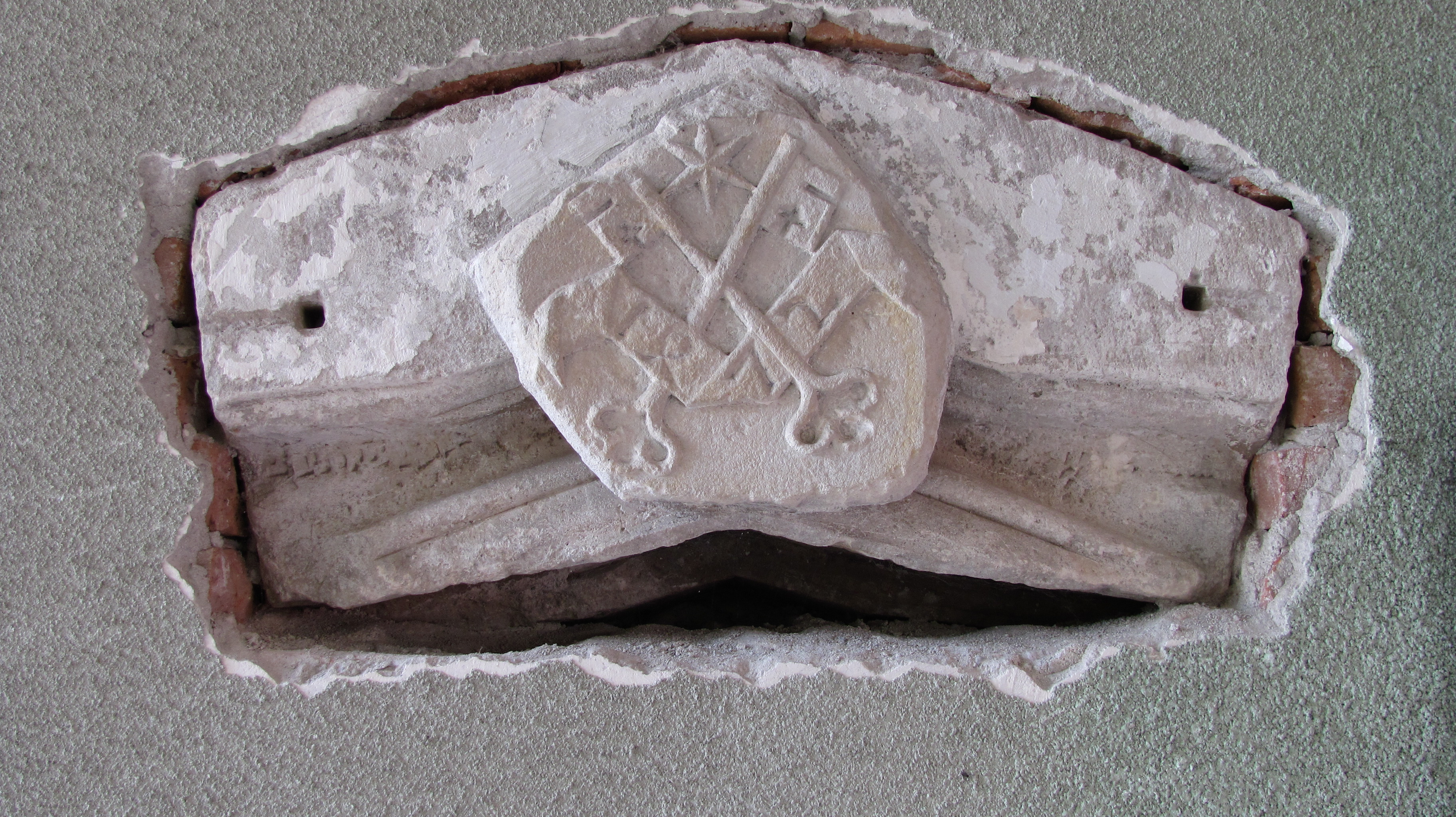
Fosta cheie de boltă "Cheile Sf.Petru" din anul 1472, incastrată în casa parohială a bisericii (Piața Republicii nr.1)
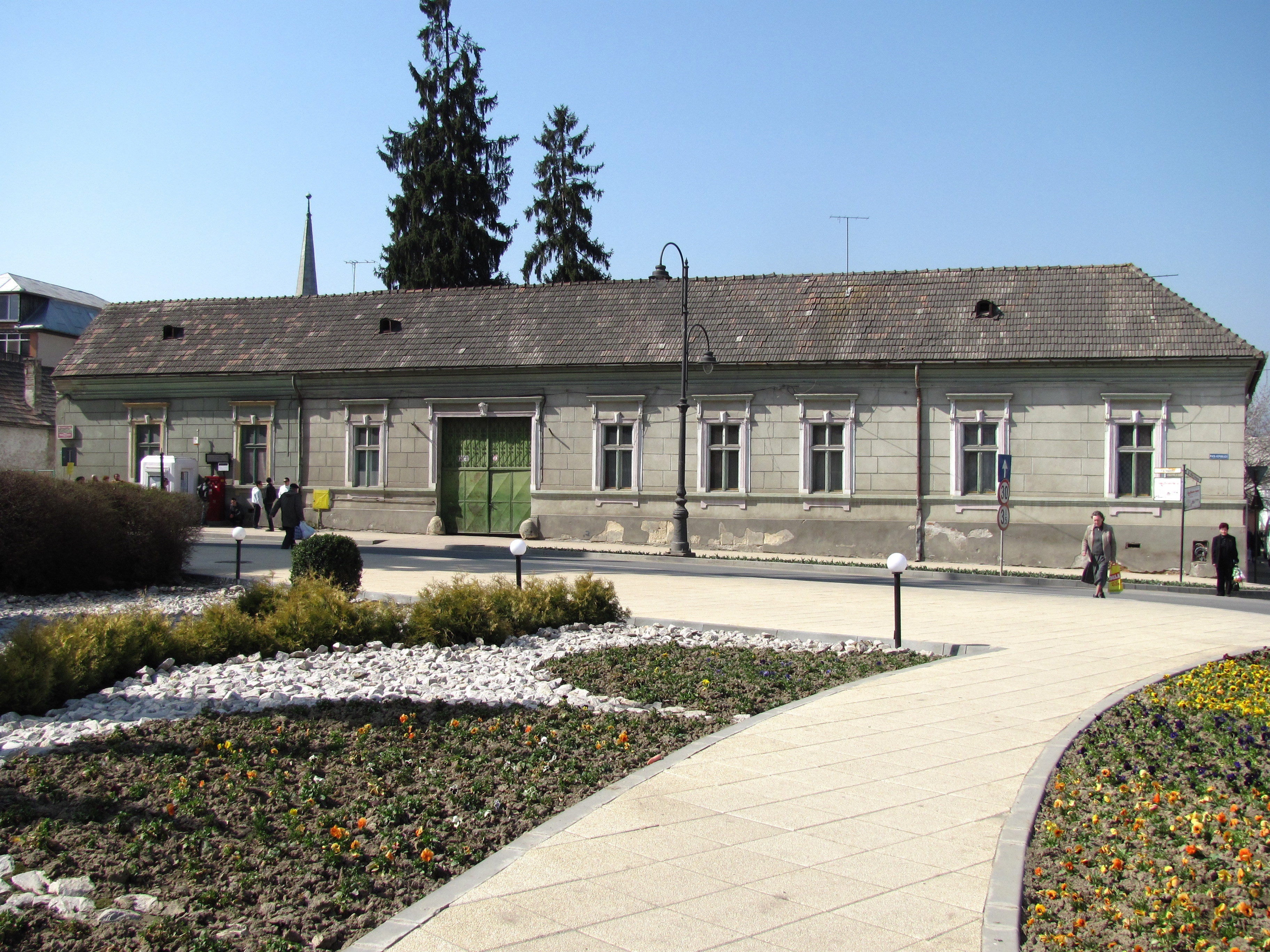
Casa parohială a Bisericii Romano-Catolice (Piața Republicii nr.1)
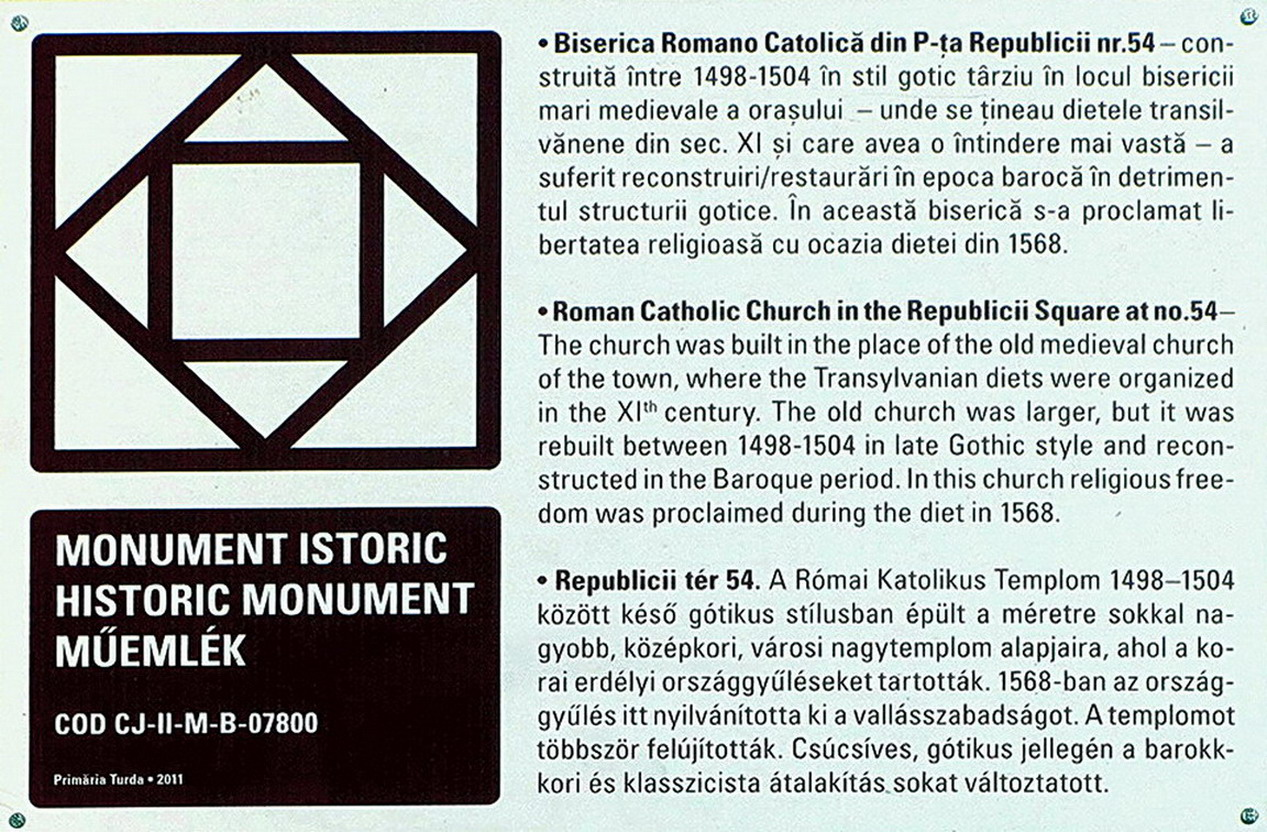
Placa informativă
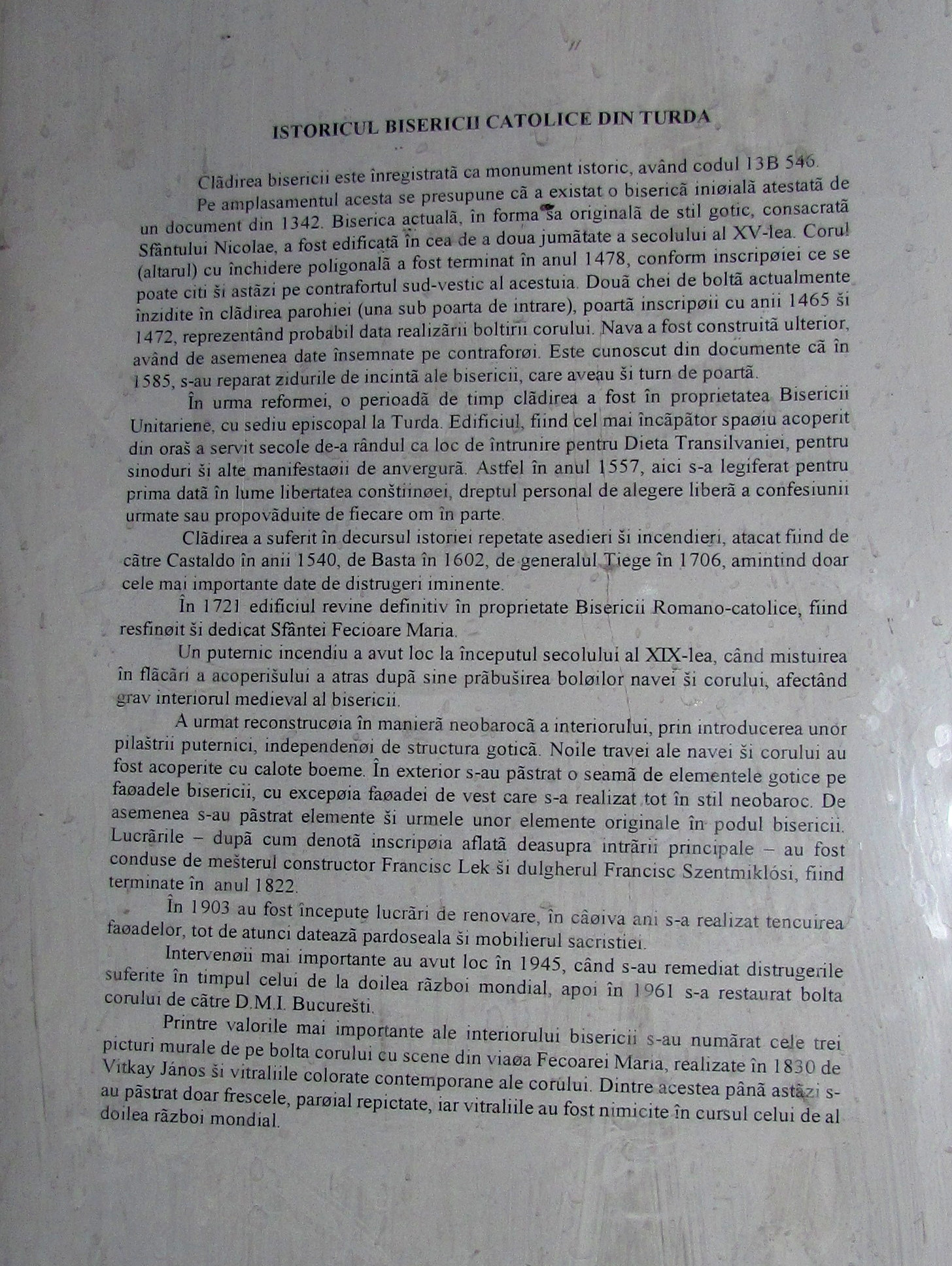
Istoric din afișierul bisericii